# Stephanie Charlotta Koetz
Stephanie Charlotta Koetz (* 20. April 1986 in Potsdam) ist eine deutsche Schauspielerin und Ärztin.

## Leben
Als Zwölfjährige kam Koetz durch die zufällige Begegnung mit einer Schauspielagentin zu ihrer ersten Fernseh-Hauptrolle. In dem Psychodrama Schande spielte sie noch unter dem Namen „Stephanie Charlotta“ die Rolle eines missbrauchten jungen Mädchens. Die Leistung der jungen Schauspielerin in ihrer Rolle wurde von vielen Seiten mit realistisch und überzeugend beschrieben. Margarethe von Trotta besetzte sie als jugendliche Gesine Cresspahl in ihrem Fernseh-Mehrteiler Jahrestage (2000).
Weitere Rollen spielte sie in den folgenden Jahren, neben ihrer Schulausbildung, in der ARD-Krimireihe Tatort und in einigen Fernseh- und Kinofilmen. So wirkte sie u. a. 2005 im Max-Ophüls-Preis-Gewinner Netto und in Angelina Maccarones Beziehungsfilm Verfolgt mit. Danach war sie 2007 in einer Folge der Krimiserie SOKO Leipzig zu sehen.
Koetz wirkte 2009 und 2010 auch als Sprecherin bei Hörbüchern von Thomas Brezina mit. Sie studierte Medizin und schloss mit Promotion ab. Seit 2019 ist sie Fachärztin für Gynäkologie und Geburtshilfe.

## Filmografie (Auswahl)
- 1999: Schande (TV)
- 2000: Jahrestage (TV-Mehrteiler)
- 2000: Der Sommer mit Boiler (TV)
- 2000: Tatort – Kleine Diebe (TV-Reihe)
- 2001: Mehr als nur Sex (TV)
- 2001: Umwege des Herzens (TV)
- 2002: Tatort – Verrat (TV)
- 2003: Die Cleveren – Herbstkinder (TV-Episode)
- 2003: Sternzeichen
- 2005: Tatort – Leiden wie ein Tier
- 2005: Netto
- 2006: Notruf Hafenkante –  Das schwarze Kleid (TV-Episode)
- 2006: Verfolgt
- 2007: SOKO Leipzig – Reinen Herzens (TV-Episode)
- 2007: Die Rosenheim-Cops – Die Sieben Kreuze (TV-Episode)
- 2011: Fremdkörper
- 2011: Unter anderen Umständen: Mord im Watt (TV-Episode)
- 2014: Filmstadt (TV-Reihe)